# Sagartiogeton flexibilis
Sagartiogeton flexibilis är en havsanemonart som först beskrevs av Daniel Cornelius Danielssen 1890.  Sagartiogeton flexibilis ingår i släktet Sagartiogeton och familjen Sagartiidae. Inga underarter finns listade i Catalogue of Life.